# Lilo & Stitch (film, 2025)
Lilo & Stitch är en amerikansk science fiction-film från 2025. Den är regisserad av Dean Fleischer Camp, med manus skrivet av Mike Van Waes. Filmen är en nyinspelning av Disneys animerade film med samma namn från 2002. Filmens huvudroller, det vill säga Lilo och Stitch, spelas av Maia Kealoha och Chris Sanders.
Filmen hade biopremiär i Sverige den 21 maj 2025, utgiven av Walt Disney Studios Motion Pictures.

## Handling
Filmen handlar inledningsvis om en ung flicka vid namn Lilo Pelekai, som bor tillsammans med sin storasyster Nani på den hawaiianska ön Kauai. Lilo känner sig väldigt utstött, och önskar så gärna att hon hade en vän. En dag går hennes önskan i uppfyllelse, då hon och systern Nani adopterar en blå, alienliknande hund som får namnet Stitch.

## Rollista
| Karaktär                           | Engelska röster   | Svenska röster           |
| ---------------------------------- | ----------------- | ------------------------ |
| Lilo Pelekai                       | Maia Kealoha      | Ella Lindgren            |
| Nani Pelekai                       | Sydney Agudong    | Yandeh Sallah            |
| Stitch                             | Chris Sanders     | Andreas Nilsson          |
| Dr. Jumba Jookiba                  | Zach Galifianakis | Andreas Rothlin Svensson |
| Agent Pleakley                     | Billy Magnussen   | Charlie Gustafsson       |
| Cobra Bubbles                      | Courtney B. Vance | Jamil Drissi             |
| Tūtū                               | Amy Hill          | Babben Larsson           |
| Mrs. Kekoa                         | Tia Carrere       | Vivian Cardinal          |
| David Kawena                       | Kaipo Dudoit      | Liamoo                   |
| Högsta Rådsdamen                   | –                 | Lisa Nilsson             |
| Övriga röster (svenska)            |                   |                          |
|                                    |                   | Aisha Strand             |
|                                    |                   | Anton Olofson Raeder     |
|                                    |                   | Carla Abrahamsen         |
|                                    |                   | Daniel Sjöberg           |
|                                    |                   | Elif Grahn Linroth       |
|                                    |                   | Emma Lewin Segelström    |
|                                    |                   | Filippa Åberg            |
|                                    |                   | Isabelle Rönnbäck        |
|                                    |                   | Lovi Skarby              |
|                                    |                   | Matilda Smedius          |
|                                    |                   | Oskar Bien               |
|                                    |                   | Pierre Tafvelin          |
| Svensk översättning: Adam Gardelin |                   |                          |

## Produktion
I oktober 2018 meddelandes det att en nyinspelning av Lilo & Stitch från 2002 var under utveckling av Walt Disney Pictures.
Filmen var planerad att börja spelas in hösten 2020, men blev uppskjuten på grund av Covid-19-pandemin. Istället började den spelas in den 13 mars 2023 på Oahu i Hawaii. När filmen nästan var färdiginspelad stoppades den i juli samma år på grund av Hollywoodstrejkerna 2023. I februari 2024 återupptogs inspelningarna och pågick fram till början av mars samma år.